# Люелин Томас
Люелин Томас (на английски: Llewellyn Hilleth Thomas, 21 октомври 1903 – 20 април 1992) е британски физик и приложен математик. Известен е с приносите си в областта на атомната физика:
- Прецесия на Томас – релативистична корекция на спин-орбиталното взаимодействие в квантовата механика, отчитащо релативистичното забавяне на времето между електроните и атомното ядро.
- Модел на Томас-Ферми – статистически модел на атома, впоследствие усъвършенстван от Дирак и Вайцзекер; дава основа за разработване впоследствие на теорията за функционала на плътността.
- Колапс на Томас – ефект в системи с малък брой частици, отговарящ на безкрайно висока стойност на енергията на свързване при потенциали с нулев обхват на действие.
- Алгоритъм на Томас – опростена форма на алгоритъма на Гаус за решаване на системи линейни уравнения с голям брой уравнения.

Люелин Томас е роден в Лондон, учи в Кеймбридж, откъдето получава бакалавърска, магистърска и докторска степени съответно през 1924, 1927 и 1928 г. Пред академичната 1925 – 1926 г. пътува на стипендия до института Нилс Бор, където предлага своя Модел на Томас-Ферми, за да се обясни разликата между предсказваните от теорията за спин-орбитално взаимодействие изчисления и наблюдаваните експериментални данни.
През 1929 г. получава работа като професор по физика в университета на Охайо, където остава до 1943 г. През 1935 г. е научен ръководител на Леонард Шиф, чиято магистърска теза двамата публикуват в съавторство. От 1943 до 1945 г. Люелин Томас работи като балистик в Мериленд за американските военни. От 1946 до 1968 г. работи в научния изчислителен институт на IBM към Колумбийският университет. През 1958 г. Люелин Томас е избран за член на Националната академия на науките на САЩ, през 1968 г. става професор в университета на Северна Каролина, откъдето се пенсионира през 1976 г. През 1982 г. е удостоен с наградата Дейвисон-Гермер на Американското физическо общество. Почива в Роли (Северна Каролина).